# Wasser- und Abwasserpreise in Deutschland
Die Wasserpreise sowie die Wasser- und Abwassergebühren in Deutschland sollten nach dem Kostendeckungsprinzip unter Berücksichtigung der Umwelt- und Ressourcenkosten gebildet werden. In der Regel bilden zwei Bestandteile den Preis bzw. die Gebühr. Der Grundpreis bzw. die Grundgebühr soll die fixen Kosten abdecken und orientiert sich an der Wasserzählergröße oder an der Anzahl der Wohneinheiten als Bemessungsgrundlage. Der Mengen- oder Arbeitspreis orientiert sich an der bezogenen Menge Wasser in Kubikmeter. Die Abwassergebühr wird ebenfalls auf Basis der bezogenen Menge Frischwassers bemessen. Eine fixe Gebühr beim Abwasser bildet zusätzlich die Niederschlagswassergebühr. Man spricht von Preisen, wenn die Versorgungsunternehmen privatrechtlich organisiert sind, beispielsweise als AG oder GmbH, unabhängig davon, ob die Unternehmen in öffentlichem oder privatem Eigentum sind. Hingegen spricht man von Gebühren, wenn die Versorgungsunternehmen öffentlich-rechtlich organisiert sind. Anderseits haben öffentlich-rechtliche Betriebe die Wahlfreiheit auch privatwirtschaftliche Preise zu erheben. Während die Gebühren mehrwertsteuerbefreit erhoben werden, sind Mengen- und Grundpreise mit 7 Prozent Mehrwertsteuer zu beaufschlagen.

## Zustandekommen der Preise und Gebühren
Die öffentlich-rechtlichen Gebühren und privatwirtschaftlichen Tarife der rund 6.700 deutschen Wasserver- und Abwasserentsorgungsunternehmen beruhen auf folgenden Faktoren:
- Kosten für Bau und Unterhaltung der Gewinnung (z. B. Brunnen, Quellen, Entnahmen an Flüssen und Talsperren) Wasserwerke (Aufbereitung), Rohrleitungen und Pumpen, Speicherbehälter (Hochbehälter, Wassertürme etc.)
- Topografie und Bebauungsdichte des Versorgungsgebiets, Anschlussdichte (Abnehmer pro km Rohrleitung)
- Hydrochemische Beschaffenheit des Rohwassers
- Geologische Beschaffenheit und Lage der Wassergewinnungsstellen: Quelle, Flachbrunnen, Tiefbrunnen, Talsperre, Fluss
- Wasserverbrauch
- Gesonderte Abgaben und Aufgaben: beispielsweise Ausgleichszahlungen an die Landwirtschaft in Trinkwasserschutzgebieten (wg. Düngeverordnung) und Reinhaltung von Seen
- Konzessionsabgabe[3][4][5][6]

Hinzu kommen aber auch …
- Kosten, die aus der Unternehmensstruktur und der Effizienz desselben erwachsen, sowie
- die Kosten einer angemessenen Rendite für die (in der Regel kommunalen) Gesellschafter (abhängig von der Rechtsform des Versorgers und dem Landesrecht)
- Kapitalkosten für vorangegangene und aktuelle Investitionen und
- Wasserbeschaffungskosten, z. B. Kosten für den Zukauf von Wasser.

Um das Anlagevermögen zu erhalten, gilt die Regel, dass man 1 % des Anlagevermögen in die regelmäíge Instandhaltung und Erneuerung investiert.

## Wasserpreise/-gebühren und Abwassergebühren in der öffentlichen Diskussion
Seit Anfang der 1990er Jahre werden die Kosten für Trinkwasserpreise und Abwassergebühren in Deutschland verstärkt diskutiert und unterliegen einer größeren öffentlichen Aufmerksamkeit, die von manchen als „zunehmende Politisierung“ bezeichnet wird.
Im Gegensatz zur öffentlich-rechtlichen Wasserversorgung gibt es für das privatrechtliche Wasserversorgungsverhältnis keine gesetzlichen Vorgaben für die Kalkulation von Wasserpreisen. Das Vertragsverhältnis wird zwar durch die gesetzlichen Bestimmungen der AVBWasserV geregelt. Diese enthalten aber keine Vorgaben zur Wasserpreiskalkulation, sondern regeln nur die näheren Einzelheiten der Baukostenzuschusserhebung, der Hausanschlusskostenerstattung sowie sonstiger Kostenerstattungen (Inbetriebsetzungs-, Mahn- und Verzugskosten sowie Kosten der Einstellung und Wiederaufnahme der Wasserversorgung).
Die gesetzlichen Grundlagen der (rein) öffentlich-rechtlichen Wassergebührenkalkulation ergeben sich aus dem Kommunalabgabenrecht, das in den einzelnen Kommunalabgabengesetzen (KAG) der Bundesländer abschließend geregelt ist. Die konkrete Umsetzung der nach dem jeweiligen KAG zulässigen Gebührenerhebung erfolgt dann durch die jeweilige kommunale Wasserversorgungssatzung bzw. Beitrags- und Gebührensatzung. Die Gebühren werden aufgrund der ansatzfähigen Kosten ermittelt und von dem zuständigen Gemeinde- bzw. Stadtrat mittels Gebührensatzung genehmigt. Anders als Wasserpreise unterliegen Gebühren keiner Kontrolle der Landeskartellbehörden bzw. dem Bundeskartellamt. Andreas Mundt, Präsident des Bundeskartellamts, forderte daher eine einheitliche Kontrolle der Preise und Gebühren für Wasser und Abwasser durch den Bund. Dies wurde jedoch von Bernhard Heitzer (FDP), Staatssekretär im Bundeswirtschaftsministerium, abgelehnt und durch die 8. Novelle des Gesetzes gegen Wettbewerbsbeschränkungen (GWB) gesetzlich festgelegt.
Eine reine Preisfokussierung wird für die Trinkwasserversorgung als nicht sachgerecht bewertet, denn die öffentliche Wasserversorgung ist eine Aufgabe der Daseinsvorsorge. Das Wasserhaushaltsgesetz in Verbindung mit den jeweiligen Landeswassergesetzen stellt einen spezialrechtlichen Rahmen für die öffentliche Wasserversorgung auf. Hinzu kommen Vorgaben hinsichtlich der Gewässerbewirtschaftung aus der EU-Wasserrahmenrichtlinie (Gebot der Kostendeckung) und der EU-Grundwasserrichtlinie. Das Spektrum der Vorschriften reicht von der grundsätzlichen Bestimmung der Träger der öffentlichen Wasserversorgung über Optionen der Übertragung der Aufgabenwahrnehmung und Veräußerung oder Überlassung zugehöriger Einrichtungen auf Dritte bis zu technischen Anforderungen an Bau, Betrieb und Überwachung. Weitere Anforderungen ergeben sich aus dem einschlägigen Gesetz- und Verordnungsrecht der Länder. Ergänzend zu den Vorgaben aus der Gewässerbewirtschaftung sind auch gesundheitsrechtliche Vorgaben, namentlich die Trinkwasserverordnung und dem Technischen Regelwerk des DVGW, zu berücksichtigen.

### Kartellrechtliche Überprüfung der Wasserpreise
Die Wasserversorgung ist ein natürliches Monopol, da es in einem Versorgungsgebiet nur einen Wasseranbieter gibt, der auf Basis einer Konzession die öffentliche Trinkwasserversorgung vornimmt. Die Kontrolle privatwirtschaftlicher Entgelte durch eine Landeskartellbehörde ist für den Wasserverkauf zulässig (§ 102 GWB). Von diesem Recht haben die Landeskartellbehörden allerdings bis 2007 keinen Gebrauch gemacht. Das hessische Ministerium für Wirtschaft, Verkehr und Landesentwicklung hat in seiner Rolle als Landeskartellbehörde erstmals Wasserpreise in Frage gestellt, woraufhin einige andere Länder dies ebenfalls getan haben.

#### Baden-Württemberg
Die Kartellbehörde in Baden-Württemberg überprüfte die drei teuersten Stadtwerke des Bundeslands und hat die Wasserpreise der Stadt Calw für zu teuer befunden. Nun soll das Unternehmen Energie Calw seine Wasserpreise um 35 % senken. Das Unternehmen rechnet für diesen Fall mit Verlusten von rund 1,9 Mio. Euro und hält die Anweisung der Kartellbehörde für rechtswidrig. Deshalb sei eine Klage gegen die Anweisung des Ministeriums nicht ausgeschlossen.

#### Berlin
Ein kurioser Vorgang ereignete sich bei der Überprüfung der Wasserpreise in Berlin durch das Bundeskartellamt: Der Berliner Wirtschaftssenator und Aufsichtsratschef der Wasserbetriebe, Linken-Politiker Harald Wolf, hatte das Bundeskartellamt aufgefordert, die Preise zu überprüfen. Kritiker werfen dem Linken-Politiker einen Interessenkonflikt vor.

#### Hessen
Das Bundesland Hessen weist gewaltige Unterschiede bei den Frisch- und Abwasserpreisen zwischen verschiedenen Kommunen auf. Die Kosten für Frisch- und Abwasser variieren von der günstigsten zur teuersten Kommune um über 300 Prozent. Um die Wasserkosten vergleichbar zu machen und eine mögliche Absenkung der Preise und Gebühren zu erreichen, haben die hessischen Industrie- und Handelskammern einen landesweiten Vergleich in Form eines Frisch- und Abwassermonitors erstellt. Die Internetanwendung zeigt die Wasserpreise in allen hessischen Kommunen auf.
Das hessische Ministerium für Wirtschaft, Verkehr und Landesentwicklung hatte 2007 den Wasser- und Energielieferanten Enwag (der mehrheitlich der Stadt Wetzlar gehört) gezwungen, die Preise für Wasser und Abwasser um 29 % zu senken. Bundesweit war dieses Vorgehen bis zu diesem Zeitpunkt einmalig. Im Januar 2010 urteilte der Bundesgerichtshof (BGH), dass die Maßnahme der Behörde rechtens war. Jedoch bestätigte der BGH-Kartellsenat das Urteil des Oberlandesgerichtes Frankfurt, der 2008 festgestellt hatte, dass das Land Hessen nicht berechtigt ist, die Höhe der Preise rückwirkend ab 2005 zu bestimmen. Der Wasserversorger rechtfertigte die Höhe der Wasserpreise mit der schwierigen Lage am Rand des Mittelgebirges, das die Wasserverteilung erschwere und verteuere. Zu Gunsten der Enwag ging die Landeskartellbehörde und der BGH davon aus, dass eine ungünstige Topografie höhere Preise rechtfertigen könne. Landeskartellbehörde und BGH sahen jedoch die Enwag in der Verantwortung, nachzuweisen, in welchem Umfang die Topografie die Kosten beeinflusse. Dieser Pflicht kam die Enwag nicht nach sodass entsprechende topografiebedingte Nachteile nicht berücksichtigt werden konnten.
Seitdem hat die hessische Landeskartellbehörde neun Wasserversorger überprüft und in drei Fällen eine Senkung der Preise erwirkt.

#### Niedersachsen
Die Landeskartellbehörde in Niedersachsen hat die Wasserpreise 2010 in einem Trinkwasserpreisvergleich überprüft. Mitte Mai 2011 forderte das niedersächsische Wirtschaftsministerium die acht teuersten Wasserversorger des Landes auf, die Höhe der Preise zu erklären. Die Unternehmen müssen nun die "zurechenbaren Umständen" für die hohen Wasserpreise beweisen. Zurechenbare Umstände sind Kostenfaktoren, die der Wasserversorger nicht beeinflussen kann. Die Preise für Trinkwasser je Kubikmeter liegen bei allen acht Unternehmen über zwei Euro. Beim günstigsten Wasseranbieter in Niedersachsen kostet ein Kubikmeter Wasser 0,58 Euro.

### Statistische Erfassung der Wasserentgelte
Seit 2007 müssen Anstalten, Körperschaften, Unternehmen und Gemeinden dem Statistischen Bundesamt Angaben zu ihren Wasserentgelten erteilen. Die rechtliche Grundlage hierfür bietet das 2005 novellierte Umweltstatistikgesetz (UStatG). Für die Kostenerfassung werden die Daten des Berichtsjahres mit Stichtag zum 1. Januar und der zwei vorangegangenen Jahre erhoben. Dabei werden folgende Daten abgefragt:
- Wassergewinnung und -menge, Ort der Gewinnungsanlage
- Eigenbedarf des Versorgers
- Verbrauchsabhängiger Kubikmeterpreis für die Wasserentnahme und Zahl der versorgten Einwohner
- Art, Länge und Baujahr des Kanalnetzes sowie Anzahl und Speichervolumen der Regenentlastungsanlagen
- Art der Behandlung von Schmutz-, Fremd- und Niederschlagswasser
- Verbrauchsunabhängige Wassergrundgebühr, bezogen auf die Zählergröße. Manche Wasserversorger berechnen die Grundgebühr nach einer Jahresverbrauchsklasse.
- Abwassergrundgebühr
- Abwassergebühr je entnommenem Kubikmeter. Dabei gilt: Frischwasserbezug = Abwassermenge
- Flächenbezogene Niederschlagswassergebühr je Quadratmeter versiegelter Fläche
- Sonstige Gebühren

Bei der Erhebung werden ausschließlich wiederkehrende Kosten berücksichtigt. Eine einmalige Anschlussgebühr etwa wird nicht berücksichtigt. Außerdem bezieht sich die Erhebung ausschließlich auf haushaltsübliche Entgelte, Großabnehmer werden nicht berücksichtigt.

## Preisvergleiche zwischen deutschen Städten
Da die Berechnung der Wasser- und Abwasserpreise und -gebühren von unterschiedlichen Parametern abhängig ist, ist der Vergleich zwischen deutschen Städten und Gemeinden nur bedingt aussagekräftig und unter Umständen irreführend.
Da der Aufwand zur Wassergewinnung, -behandlung und -verteilung regional sehr unterschiedlich ausfällt, lässt sich aus einer einfachen Gegenüberstellung von Preisen und Gebühren nicht ablesen, ob ein Anbieter teuerer oder günstiger arbeitet, als ein anderer. Je einfacher die angewandte Methodik, umso größer ist die Wahrscheinlichkeit, dass das Ergebnis nicht zutreffend ist.

### Vergleiche im Kartellrecht
Um zu bestimmten, ob Preise in einer bestimmten Höhe gerechtfertigt sind, vergleicht die Landeskartellbehörde in Hessen Versorgungsdichte, Abnehmerdichte, Anzahl der versorgten Einwohner, Wasserabgabemenge, Abgabestruktur und die Gesamterträge. Unterschiede in der Versorgungsstruktur aber auch andere Nach- oder Vorteile werden durch Zu- und Abschläge auf die Preise des jeweils untersuchten Unternehmens berücksichtigt.
Der sogenannte "Metermengenwert" gibt an, wie viele Kubikmeter Wasser pro Meter Leitungsnetz geliefert werden. Daraus lassen sich Rückschlüsse auf die Versorgungsdichte ziehen.
Der Metermengenwert wurde vom Branchenverband BDEW kurz vor der BGH-Entscheidung im Fall "Wasserpreise Wetzlar" kritisiert, fand aber gleichwohl die Zustimmung des Bundesgerichtshofs. Der Metermengenwert taugt nur zum Vergleich zwischen zwei Versorgungsunternehmen mit ähnlichem Metermengenwerten. Diese sollten ähnliche Preise haben.
Die Enwag wurde mit insgesamt 18 Unternehmen verglichen. Vergleichsgrundlage war ein 14-seitiger Fragebogen mit weit über 100 abgefragten Einzeldaten.

### Preisvergleich zwischen benachbarten Gemeinden
Die Wasserpreise zwischen benachbarten Gemeinden unterscheiden sich zum Teil deutlich: Beispielsweise beträgt die jährliche Wasserrechnung im fränkischen Kleinheubach 140 Euro bei einem Jahresverbrauch von 150 Kubikmetern, während im benachbarten Großheubach auf der gegenüberliegenden Seite des Mains für die gleiche Menge 574 Euro bezahlt werden. In Sachsen-Anhalt werden in Thale 335 Euro gezahlt, während die Verbraucher in Elbingerode 610 Euro zahlen.

### Preisvergleich zwischen Bundesländern
Das Statistische Bundesamt hat die durchschnittlichen Wasserrechnungen privater Haushalte in den Jahren 2005 bis 2010 untersucht (siehe Tabelle). Die Statistik berücksichtigt das „verbrauchsabhängige Entgelt“ (Kubikmeterpreis) und das „haushaltsübliche verbrauchsunabhängige Entgelt“ (Grundgebühr). Eine grundsätzliche Annahme hat sich seit Mitte der 1990er Jahre mehrfach bestätigt: Die Preise für Wasser sind in den neuen Bundesländern um rund ein Viertel teurer als in den alten Bundesländern.
Wasserrechnung in Euro (brutto) je Jahr bei Bezug von 80 m³ und tatsächlich kalkulierte Kosten
|  | Bund / Land            | 2005 Entgelt | 2005 Kosten | 2010 Entgelt |
|  | ---------------------- | ------------ | ----------- | ------------ |
|  | Baden-Württemberg      | 166,22       | 166,04      | 182,98       |
|  | Bayern                 | 129,90       | 129,51      | 149,24       |
|  | Berlin                 | 176,80       | 176,80      | 190,72       |
|  | Brandenburg            | 220,52       | 220,45      | 200,55       |
|  | Bremen                 | 189,93       | 189,79      | 186,97       |
|  | Hamburg                | 173,08       | 173,08      | 182,74       |
|  | Hessen                 | 181,45       | 181,53      | 191,02       |
|  | Mecklenburg-Vorpommern | 199,11       | 199,26      | 210,66       |
|  | Niedersachsen          | 137,28       | 137,06      | 145,75       |
|  | Nordrhein-Westfalen    | 227,44       | 227,49      | 241,69       |
|  | Rheinland-Pfalz        | 177,00       | 177,14      | 195,82       |
|  | Saarland               | 187,77       | 187,73      | 226,62       |
|  | Sachsen                | 270,46       | 270,66      | 275,93       |
|  | Sachsen-Anhalt         | 219,38       | 219,31      | 229,90       |
|  | Schleswig-Holstein     | 137,00       | 137,21      | 145,40       |
|  | Thüringen              | 264,79       | 264,98      | 273,34       |
|  | Deutschland            | 185,26       | 187,92      | 197,60       |

Durchschnittliches Entgelt für die Entsorgung von Abwasser aus privaten Haushalten 2005 bis 2007
Rechnung in Euro pro Jahr für 80 m3 Abwasser und eine versiegelte Fläche von 80 m2
|  | Bund / Land            | 2005   | 2006   | 2007   |
|  | ---------------------- | ------ | ------ | ------ |
|  | Baden-Württemberg      | 174,50 | 177,79 | 181,46 |
|  | Bayern                 | 158,42 | 160,21 | 161,65 |
|  | Berlin                 | 314,40 | 320,00 | 335,20 |
|  | Brandenburg            | 351,04 | 351,59 | 352,84 |
|  | Bremen                 | 230,33 | 230,33 | 230,33 |
|  | Hamburg                | 206,40 | 206,40 | 206,40 |
|  | Hessen                 | 219,27 | 221,37 | 226,37 |
|  | Mecklenburg-Vorpommern | 284,51 | 292,75 | 295,39 |
|  | Niedersachsen          | 201,10 | 202,18 | 203,93 |
|  | Nordrhein-Westfalen    | 240,48 | 245,52 | 251,86 |
|  | Rheinland-Pfalz        | 187,94 | 189,42 | 191,64 |
|  | Saarland               | 250,96 | 253,51 | 263,73 |
|  | Sachsen                | 278,69 | 284,39 | 291,09 |
|  | Sachsen-Anhalt         | 343,52 | 346,80 | 351,28 |
|  | Schleswig-Holstein     | 216,41 | 222,33 | 227,27 |
|  | Thüringen              | 229,10 | 234,49 | 237,86 |
|  | Deutschland            | 221,83 | 225,17 | 229,50 |

### Internationaler Preisvergleich
Ein Vergleich der Wasser- und Abwasserpreise und -gebühren in Deutschland mit anderen EU-Staaten ist ähnlich schwierig wie ein bundesweiter Vergleich. Feste oder variable Tarifstrukturen, unterschiedliche Kosten für Neuanschlüsse, Abrechnungsmodalitäten, Steuern und Abgaben, Abschreibungen, Steuerlasten, Liquidität, Rücklagenbildung, Subventionen und Quersubventionen sowie Unterschiede in der Qualität der Trinkwasserversorgung sind die wichtigsten Faktoren, die einen solchen Vergleich erschweren.
Laut einer Untersuchung aus dem Jahr 2010 im Auftrag des Bundesverband der Energie- und Wasserwirtschaft (BDEW), der Interessenvertretung der Wasserversorger, betrugen die Wasserausgaben pro Kopf in Deutschland 82 Euro pro Jahr und lagen damit höher als in England und Österreich, aber niedriger als in Frankreich. Die Abwasserausgaben betrugen 116 Euro pro Kopf und Jahr und lagen höher als in Frankreich und Österreich, aber niedriger als in England. Laut der Untersuchung sind die geringeren Ausgaben in den genannten Ländern auf eine Kombination aus Subventionen und einem geringeren Leistungsniveau zurückzuführen. Wenn diese berücksichtigt würden seien die Ausgaben für Wasser und Abwasser in Deutschland und den Vergleichsländern ähnlich.

## Regionale Unterschiede der Versorgerpreise

Verbrauchsabhängiges Entgelt für die Trinkwasserversorgung privater Haushalte 2019

Die teilweise großen regionalen Unterschiede der Gestehungskosten der Wasserver- und Abwasserentsorgung ergeben sich zum einen aus den hydrologischen, topografischen und geologischen Gegebenheiten der verschiedenen Regionen und zum anderen aus dem Einfluss von Siedlungsstruktur, Anschlussgrad sowie Erneuerungsrate der Trinkwassernetze. Ein bestimmter Fixkostenanteil der Wasserversorger besteht unabhängig von der geförderten Wassermenge. Die Kosten für Infrastruktur und Wartungskosten, welche die langfristige Funktionsfähigkeit der Wasserversorgung sichern, liegen bei weit über 80 Prozent.
Der Präsident der Allianz der öffentlichen Wasserwirtschaft (AöW), Stemplewski, gibt an, der Profit aus dem Wassergeschäft halte sich aufgrund der Fixkosten für die Infrastruktur insgesamt in Grenzen.
Kritiker wenden ein, dass ein hoher Fixkostenanteil oft Folge einer verfehlten Betriebsführung sei. Berechnungen der Hessischen Landeskartellbehörde ergaben im Fall Enwag, dass der Wetzlarer Versorger pro Schachtbauwerk jährliche Unterhaltungskosten bestreitet, die die Neubaukosten übersteigen. Auch sind die Profite im Wasserbereich nachhaltig und kalkulierbar, es keinen Wettbewerb gibt, durch den sich Marktsituation und erzielbare Preise ändern könnten.
Den Einfluss der Betriebsführung auf die Kosten zeigt ein Vergleich zwischen Wetzlar und Montabaur. Die Gemeinde Wetzlar begründe nach Ansicht der Landeskartellbehörde die hohen Wasserpreise mit dem hügeligen Gelände, obwohl die Stadt selber relativ flach ist. In der Gemeinde Montabaur hingegen, die tatsächlich hügelig ist, werden Kostensenkungspotenziale ausgeschöpft und die Wasserpreise sind um 30 % niedriger als in Wetzlar. Unter anderem wurde eine Ringleitung gebaut, in welcher das Wasser durch Schwerkraft fließt, so dass vier Pumpstationen überflüssig geworden sind. Außerdem wird das Netz sorgfältig digital kartiert, wodurch der Aufwand bei Reparaturen gering gehalten werden kann.
99 Prozent der Wasser- und 96 Prozent der Abwasserkosten in Deutschland zahlen die Verbraucher. Die durchschnittlichen Jahreskosten pro Person lagen 2010 bei 82 Euro für die Versorgung und 116 Euro für die Abwasserentsorgung, wovon 21,6 % Steuern und Abgaben sind.

## Preisentwicklung
Durch den verstärkten Einsatz wassersparender Technologien ist der Wasserverbrauch in Deutschland seit 1990 von 6000 Mio. m3 auf rund 4680 Mio. m3 im Jahr 2004 zurückgegangen. Im selben Zeitraum investierten die Wasserver- und Abwasserentsorger rund 30 Mrd. Euro. Seither pendelt sich der investitions- und inflationsbedingte Preisanstieg bei 0,6 % ein.

### Ursachen der Preisentwicklung
Bei sinkendem Wasserverbrauch müssen Anlagen an die geringeren Durchflussmengen angepasst werden, was mit technischem Aufwand und Zusatzkosten verbunden sein kann. In Deutschlands größtem Wasserversorgungsunternehmen, den Berliner Wasserbetrieben, sind 56,2 % des Preisanstiegs zwischen 1992 und 2007 auf den verringerten Wasserverbrauch zurückzuführen.
Fließt das Abwasser zu langsam oder in zu geringen Mengen ab, können sich in der Kanalisationen Ablagerungen und Faulgase bilden. Als Gegenmaßnahme spülen einige Betreiber die Rohre mit zusätzlich eingeleitetem Wasser. Um langfristig Abhilfe zu schaffen, müssen überdimensionierte Kanalrohre gegen Rohre mit geringerem Querschnitt ausgetauscht werden.  Insbesondere in den neuen Bundesländern wird aufgrund des stark reduzierten Wasser- und Abwasserdurchflusses teilweise Infrastruktur zurückgebaut.
Ein Rückgang der Abnehmerzahl insgesamt (beispielsweise durch demografischen Wandel), punktuell aber auch Zunahmen des Wasserverbrauchs (etwa durch die Ansiedlung von wasser-intensivem Gewerbe) erfordert eine Anpassung des Netzes. Werden solche Entwicklungen nicht bei der Planung von ohnehin notwendigen Erneuerungsmaßnahmen berücksichtigt, entstehen vermeidbare Mehrkosten.

### Wasserpreise in Berlin
Seit der Teilprivatisierung der Berliner Wasserbetriebe im Jahre 1999 steht die Entwicklung der Wasserpreise in Berlin und der Vergleich zu anderen Bundesländern unter besonderer öffentlicher Beobachtung. Per Volksentscheid wurde 2011 die Offenlegung der Teilprivatisierungsverträge der Berliner Wasserbetriebe gefordert, um die Verträge unabhängig überprüfen und anfechten zu können. Eine Arbeitsgruppe unabhängiger Juristen leitete in Zusammenarbeit mit Transparency International und der Verbraucherzentrale Berlin gegenüber der Kommission ein Prüfverfahren ein, mit der Begründung, dass zum einen die vertraglich garantierte Gewinnausgleichshaftung zugunsten der privaten Anteilseigner eine Verletzung des Beihilferechts darstellt und zum anderen das Ausschreibungsrecht nicht eingehalten worden sei. Sollte das europäische Prüfverfahren diese Verdachtsmomente bestätigen, so hätte das die Nichtigkeit der Verträge zur Folge und die Teilprivatisierung müsste rückabgewickelt werden. Verschiedene Studien versuchten, realistische Preise für Wasser und Abwasser zu beziffern.

Ein von der IHK Berlin in Auftrag gegebenes und finanziertes Gutachten der Humboldt-Universität zu Berlin stellt fest: 

„Die Ergebnisse zeigen, dass die Trinkwasserpreise nach der Teilprivatisierung weniger stark als vor der Teilprivatisierung gestiegen sind.“

Kritiker werfen dem IHK-Gutachten vor, weder die Bedeutung und Folgen des Volksentscheids noch die Anfechtung der Verträge berücksichtigt zu haben. Allein die vertraglich garantierte Gewinnausschüttung in Berlin belief sich im Geschäftsjahr auf 270 Millionen Euro. Eine auf reine Kostendeckung ohne Gewinnausschüttung ausgerichtete Wasserversorgung würde zu einer jährlichen Entlastung von 320 Euro für einen Haushalt mit 4 Personen führen.
In der Diskussion zu den Wasserpreisen in Berlin steht auch ein möglicher Rückkauf der BWB-Anteile von RWE. Bei einem Rückkauf ist mit einem Rückgang der Wasser- und Abwasserpreise um 1,8 bis 3,0 % zu rechnen. Jeder Einwohner würde bei einem Rückkaufpreis von 2,26 Mrd. Euro somit 1,19 Euro jährlich weniger für Wasser und Abwasser bezahlen. Jedoch wären 132 Jahre erforderlich, um die für den Rückkauf aufgenommenen Kredite zu tilgen.
Im Falle einer Rekommunalisierung wird eine sinkende Effizienz der Wasserbetriebe befürchtet.